# Mesembrius maculifer
Mesembrius maculifer är en tvåvingeart som beskrevs av Hull 1941. Mesembrius maculifer ingår i släktet Mesembrius och familjen blomflugor.
Artens utbredningsområde är Madagaskar. Inga underarter finns listade i Catalogue of Life.